# كشف الشبهات
كشف الشبهات رسالة في توحيد الألوهية ألفها العالم السني السلفي محمد بن عبد الوهاب، في تقرير أهمية التفريق بين توحيد الألوهية والربوبية والرد على الحجج والشبهات التي كانت تنتشر في عصره لتبرير التوسل بالقبور والأموات والأولياء وغيرهم.
واليوم يعتبر الكتاب ذا قيمة كبيرة عند طلاب العلم، وهو من أوائل المتون التي تُدرس في علم العقيدة أثناء الطلب.

## شروح الكتاب
للكتاب شروح كثيرة صوتية ومكتوبة منها:
- شرح محمد بن إبراهيم آل الشيخ
- شرح محمد بن عثيمين
- التعليقات على كشف الشبهات لعبد العزيز بن محمد آل عبد اللطيف
- التوضيحات الكاشفات على كشف الشبهات لمحمد الهبدان
- الدلائل و الإشارات على كشف الشبهات لصالح بن محمد الأسمري
- شرح صالح بن عبد العزيز آل الشيخ
- شرح علي بن خضير الخضير
- البراهين الواضحات في نظم كشف الشبهات (منظومة شعرية))